# Kościół parafialny w Santa Venera
Kościół parafialny w Santa Venera (malt. Knisja Parrokkjali ta' Santa Venera, ang. Santa Venera Parish Church) – jest to rzymskokatolicki kościół parafialny w Santa Venera na Malcie, poświęcony świętej o tym samym imieniu. Został zbudowany w kilku etapach pomiędzy 1954 a 2005, jakkolwiek budowla jest wciąż niekompletna, bez dzwonnic.

## Historia
Populacja Santa Venera raptownie wzrosła w XX wieku, i stary kościół parafialny zaczął robić się za mały, jak na potrzeby mieszkańców. Budowę nowego, zaprojektowanego przez Josepha D’Amato w stylu neoromańskim, rozpoczęto 19 kwietnia 1956. Po postawieniu murów, dach i balkon zostały ukończone w czerwcu 1967. Budowa została wstrzymana przez brak dalszych funduszy, lecz 19 marca 1969, jako tymczasowe miejsce modlitw zaczęto używać krypty wykopanej pod nowym kościołem, która już była ukończona. W roku 1980 Dominikanie oraz wierni przenieśli się ze starego kościoła, a 3 grudnia 1989 wciąż niewykończony kościół uzyskał funkcję parafialnego.
Po śmierci D'Amato, do kontynuacji prac zatrudniony został architekt Louis A. Naudi, do którego dołączył później Godwin Aquilina. Po Soborze Watykańskim II pierwotny plan z pięcioma ołtarzami uznano za nieodpowiedni, więc został przeprojektowany przez Ġużeppi Galeę. Prace rozpoczęto 6 października 1990. Postępowały one mocno naprzód, i 17 lipca 2005 arcybiskup Joseph Mercieca dokonał konsekracji budynku. Kościół jest wciąż niekompletny, brakuje mu dzwonnic.
Budynek wpisany jest na listę National Inventory of the Cultural Property of the Maltese Islands.